# Nycterophaeta magdalena
Nycterophaeta magdalena är en fjärilsart som beskrevs av George Duryea Hulst 1882. Nycterophaeta magdalena ingår i släktet Nycterophaeta och familjen nattflyn. Inga underarter finns listade i Catalogue of Life.